# Subida a Urkiola 1997
La Subida a Urkiola 1997, ventitreesima edizione della corsa, si svolse il 10 agosto 1997 su un percorso di 160 km, con partenza a Durango e arrivo a Urkiola. Fu vinta dallo svizzero Beat Zberg della Mercatone Uno-Wega davanti allo spagnolo José María Jiménez e allo spagnolo Jon Odriozola Mugarza.

## Ordine d'arrivo (Top 10)
| Pos. | Corridore             | Squadra            | Tempo    |
| ---- | --------------------- | ------------------ | -------- |
| 1    | Beat Zberg            | Mercatone Uno-Wega | 4h18'43" |
| 2    | José María Jiménez    | Banesto            | a 19"    |
| 3    | Jon Odriozola Mugarza | Batik-Del Monte    | a 20"    |
| 4    | Roberto Conti         | Mercatone Uno-Wega | a 24"    |
| 5    | Simone Borgheresi     | Mercatone Uno-Wega | a 44"    |
| 6    | Paolo Valoti          | Cantina Tollo      | a 46"    |
| 7    | Mikel Zarrabeitia     | ONCE               | a 1'00"  |
| 8    | David Etxebarria      | ONCE               | a 1'15"  |
|      | Alexandr Chefer       | Asics              | s.t.     |
| 10   | Enrico Zaina          | Asics              | s.t.     |